# Gran muntanya de coure de Falun
La Gran Muntanya de Coure de Falun (en suec: Stora Kopparberget) era una mina de coure situada a la ciutat de Falun, a Suècia, que va operar durant un mil·lenni, des del segle x fins a 1992. Per exemple, durant el període de gran poder de Suècia, al segle xvii, va arribar a produir dos terços de les necessitats de coure d'Europa i va ajudar a finançar moltes de les guerres de Suècia en aquest temps. Els avanços tecnològics en la mina van tenir una profunda influencia sobre la mineria a nivell mundial al llarg de dos segles, sent al segle xvii el major productor del món. L'any 2001 la mina va ser declarada Patrimoni de la Humanitat per la Unesco, ja que va exercir un paper important al món, sent museïtzada.

## Història
No hi ha registres escrits que estableixin exactament quan van començar les operacions mineres a la Gran Muntanya de Coure. Estudis arqueològics i geològics indiquen, amb una incertesa considerable, que ho van fer al voltant de l'any 1000, si bé l'interval d'estudi ho data al voltant de l'any 1080, però cap activitat significativa hauria començat abans del 850. Han estat trobats objectes del segle x. Al principi, les actuacions van ser de petita escala, amb els agricultors locals treballant en la recol·lecció de minerals, fosa i utilitzant el metall per a les necessitats de la llar.
A l'època de Magnus Ladulås, rei de Suècia entre 1275 i 1290, va començar una explotació de la mina de forma més industrial. Nobles i comerciants estrangers que arribaven des de Lübeck s'havien fet càrrec dels agricultors. Els comerciants transportaven i venien el coure a Europa, però també influïen en les operacions i van desenvolupar els mètodes i la tecnologia utilitzada per a la mineria. El primer document escrit sobre la mina és de l'any 1288 Es registra que, a canvi d'una finca, el bisbe de Västerås va adquirir una participació del 12,5 % a la mina.
A mitjan segle XIV la mina s'havia convertit en un recurs nacional vital i una gran part dels ingressos per a l'estat de Suècia als segles següents. El rei Magnus II Eriksson va visitar la zona personalment i va redactar una carta per a les operacions mineres, garantint l'interès financer del sobirà.

### Mètodes

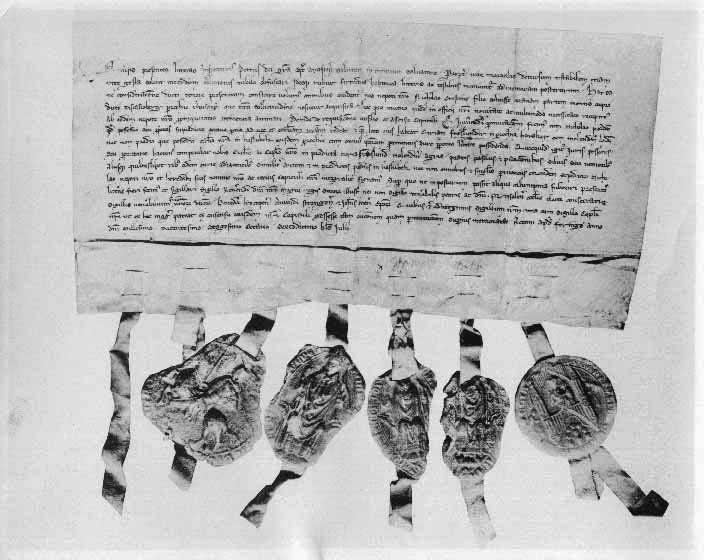
Acció de la mina de Falun, datada l'any 1288.

El mètode principal per a l'extracció de coure va ser l'escalfament de la roca per mitjà de grans incendis, coneguts com a foc controlat. Quan la roca es refredava era trencadissa i podia trencar-se amb facilitat, permetent que les eines manuals, com a tascons i maces, poguessin ser utilitzades. Després que el mineral havia estat transportat fora de la mina, era torrat per reduir el contingut de sofre, per després ser portat a les llars de foc. El fum dens i verinós produït va haver de ser un tret distintiu de la zona de Falun durant segles. Després de la torrefacció, el mineral es fonia, i com a resultat quedava un material ric en coure. El cicle de calcinació i fosa es repetia diverses vegades fins que s'aconseguia el coure en brut. Aquest era el producte final de la mina; la depuració es duia a terme en les refineries de coure, ja en altres llocs. Aquest procés es va utilitzar sense cap canvi important durant set segles, fins al final del XIX. És probable que els mètodes i la tecnologia utilitzats per a la producció de foc i el drenatge fossin importats de les mines alemanyes, tals com les de les muntanyes de Harz.

### Miners lliures
L'estructura organitzativa de la Gran Muntanya de Coure creada en virtut de la carta de 1347 es va avançar al seu temps. Els miners aconseguien accions de l'empresa proporcionals a la seva participació en la fosa de coure. L'estructura va ser precursora de les modernes societats anònimes i de Stora Enso, la successora moderna de la vella empresa minera, és referida sovint com la societat anònima més antiga al món encara en funcionament, encara que ja al segle XXI en el seu camp d'operacions no està la mineria.

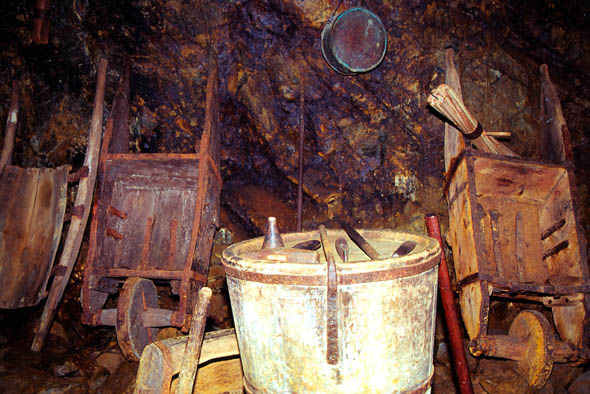
Carretons i altres eines utilitzades per a la mineria, en l'exposició de la mina de Falun.

### Era daurada
Al segle XVII la capacitat de producció va aconseguir el seu punt màxim. Durant aquest temps els guanys de la mina es van utilitzar per finançar la política expansionista de Suècia en la seva era de grandesa. El Consell Privat de Suècia es va referir a la mina com la tresoreria de la nació i la fortalesa. El punt de màxima producció es va produir l'any 1650, amb més de 3 000 tones de coure.
En la vespra de l'estiu de 1687 la paret que divideix les fosses principals va cedir i una significativa porció de la mina es va esfondrar. Això, fàcilment, podria haver-se convertit en una gran catàstrofe, causant la mort de centenars d'homes que treballaven en la mina, però va ocórrer en la vespra del midsummer, un dels dies de l'any en què els miners no treballaven.

### Vida en la mina

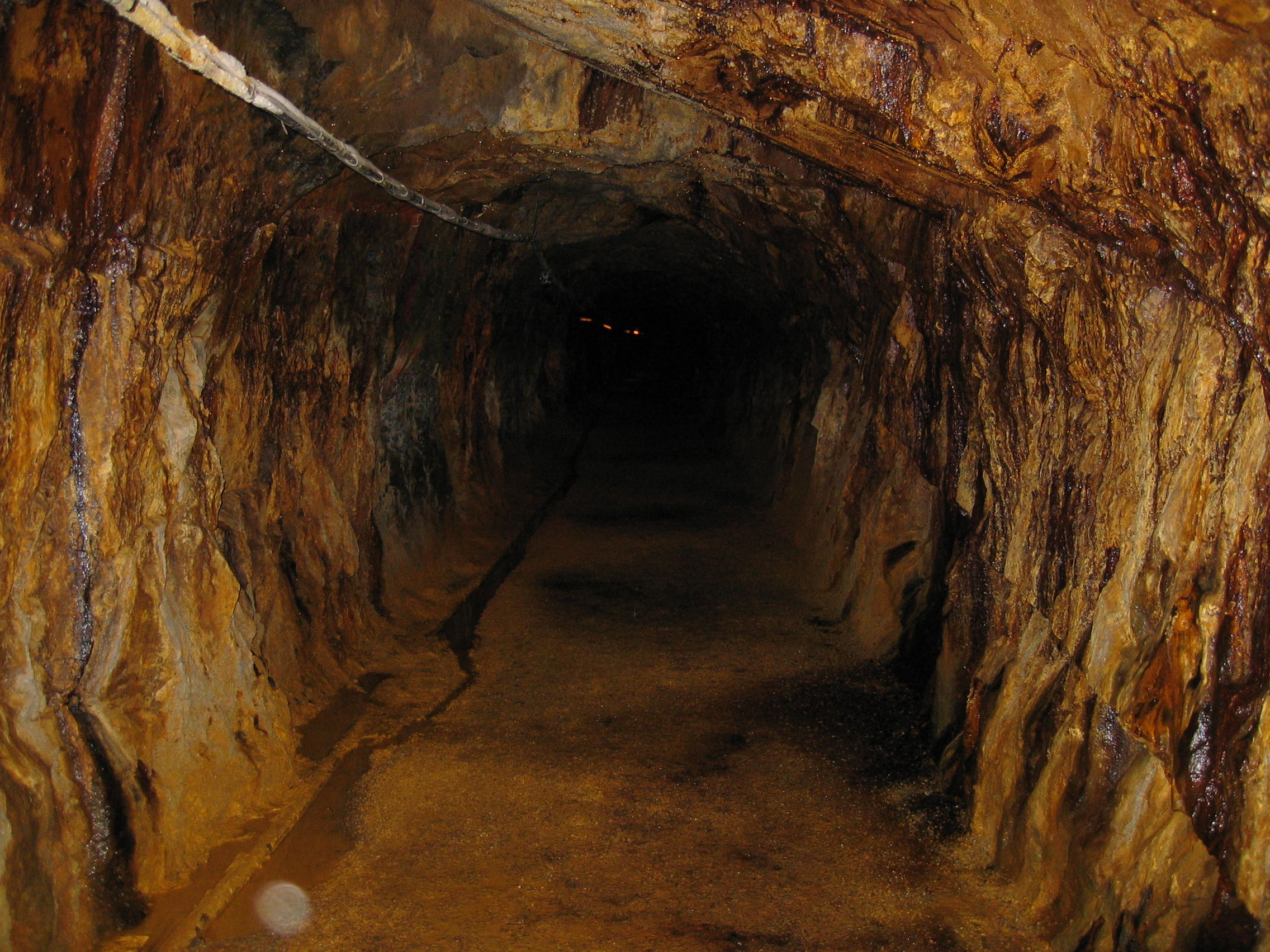
Interior de la mina

L'embriaguesa era considerada bastant normal per als miners. Linné va visitar la mina al segle xviii i va realitzar una vívida descripció de la seva vida. Va relatar que els miners arribaven amb escales desballestades, plens de suor que brollava dels seus cossos com a «aigua d'un bany». Va continuar: «La mina de Falun és una de les grans meravelles de Suècia, però tan horrible com l'infern mateix». La descripció de Linné sobre l'entorn en què els miners treballaven va ser el següent: «El sutge i les tenebres envolten tot el lloc. Pedres, grava, vitriol corrosiu que degota, fum, gasos, calor, pols, estan per tots costats».
L'any 1690, Erik Odhelius, un metal·lúrgic destacat, va ser enviat pel rei Carles XI per estudiar el mercat de metalls europeu. Encara que la producció de coure a la mina de Falun ja havia començat a declinar per al moment en què va fer el seu informe, Odhelius va escriure alguna cosa que no era cap secret: «Per a la producció de coure de Suècia sempre ha estat com una mare i, encara que hi ha molts llocs dins i fora d'Europa on hi ha algunes extraccions de coure, no són res al costat de l'abundància del coure suec». Però per als estàndards moderns, la producció no era gaire gran. El màxim de producció amb prou feines va arribar a 3.000 tones de coure, caient a menys de 2.000 tones en 1665 i per 1720 fou amb prou feines de 1.000 tones a l'any. La producció de coure mundial a principis del segle XXI estava prop dels 15 milions de tones per any.

### Història moderna

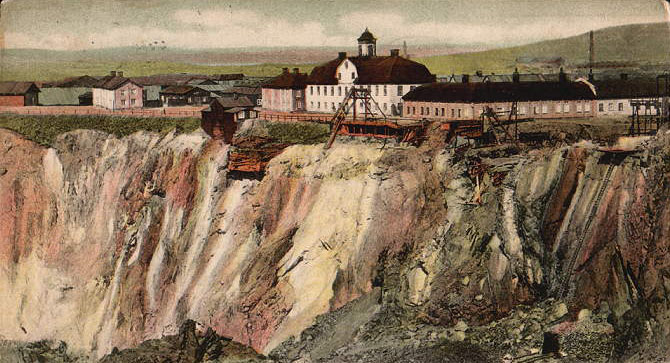
Postal amb una imatge de la mina. Editada l'any 1907

La mina de coure va funcionar oficialment, almenys, des de mitjan 1200 i fins al segle xx.
La producció de coure fou en declivi durant el segle xviii i l'empresa minera va començar a diversificar-se. Es va complementar l'extracció de coure amb la de ferro i la de fusta. La producció de la icònica pintura vermell de Falun va començar a realitzar-se de forma industrial. Al segle xix el ferro va continuar creixent en importància, així com els productes forestals. L'any 1881 es va descobrir or a la Gran Muntanya de Coure, la qual cosa va resultar en una breu febre de l'or. Un total de 5 tones d'aquest metall preciós van ser extretes. Però no hi havia escapatòria al fet que la mina ja no era econòmicament viable. El 8 de desembre de 1992, es va sentir l'última explosió en la mina i va cessar tota activitat comercial minera. Avui dia la mina és propietat de la fundació de Stora Kopparberget que opera el museu i realitza visites guiades a la mina.

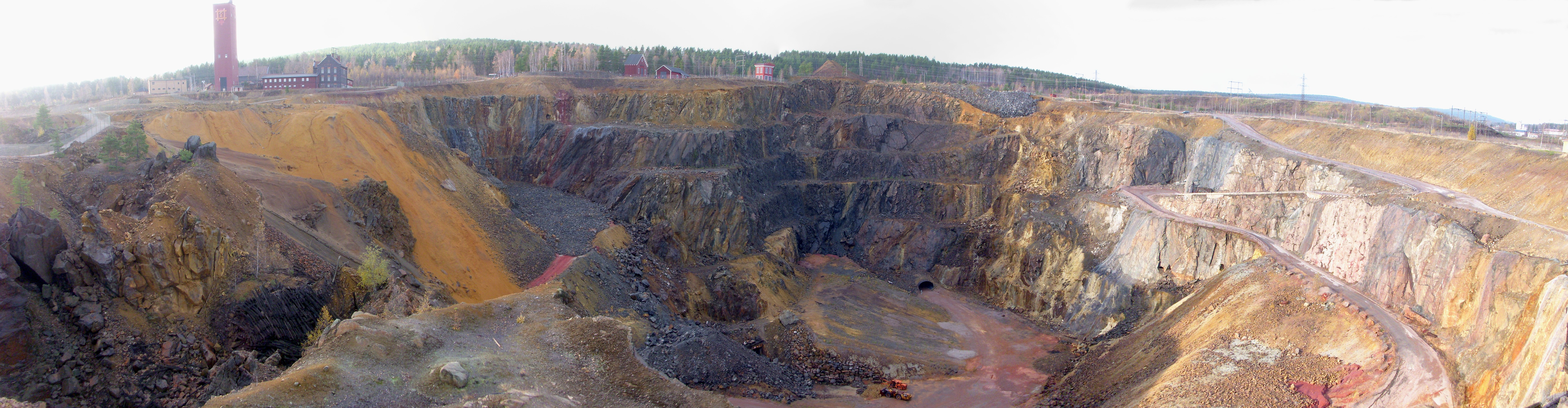
Vista panoràmica de la mina. El pou obert l'any 1687 es va esfondrar deixant un buit de prop de 100 metres de profunditat.

## Context geològic

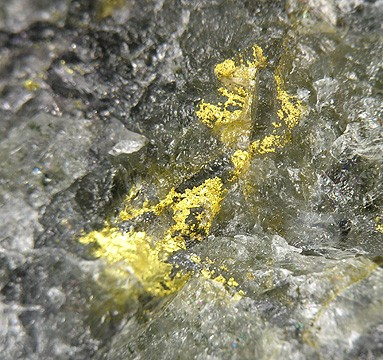
Or natiu sobre quarsita i altres minerals, extret de la mina al voltant de 1925.

La mina Falun està localitzada en la part nord-oest de Bergslagen>, és un jaciment de tipus estratiforme de sulfurs i òxids que es va formar durant el Paleoproterozoic. Des d'un punt de vista petrològic a Falun es poden trobar leptita, micacita i quarsita, juntament amb marbre, skarn, intrusions de quars porfirític i anfibolita. Totes aquestes roques han sofert metamorfisme, pertanyent a les facies d'anfibolites. La calcopirita és la mena principal del coure en aquest jaciment. Dins de la mina es van explotar dos jaciments:
- Jaciment «dur»: presentava continguts alts d'or i coure, i estava format per associacions de calcopirita, pirita i esfalerita, que es podien trobar de manera disseminada o formant vetes, juntament amb minerals accessoris com pirrotina, magnetita, or i minerals de bismut.
- Jaciment «compacte»: format per pirita massiva i associacions de calcopirita, esfalerita i galena.

Durant més de 700 anys, en la mina es van extreure un total aproximat de 30 milions de tones de minerals, 10 milions d'aquests en els últims cent anys. Les estimacions per a cadascun dels productes són: sofre 3.500.000 milions de tones, zinc 500.000 tones, coure 400.000 tones, plom 160 tones, plata 380 tones i or 5 tones.
La mina de Falun va estar en explotació fins a l'any 1992, sent part de l'empresa Stora Kopparberg, però un estudi de 1992 va desaconsellar la continuïtat de l'explotació per falta de nous filons rendibles. Això col·loca a Falun entre les mines més importants a la regió de Bergslagen i a tot Suècia.

## Museu

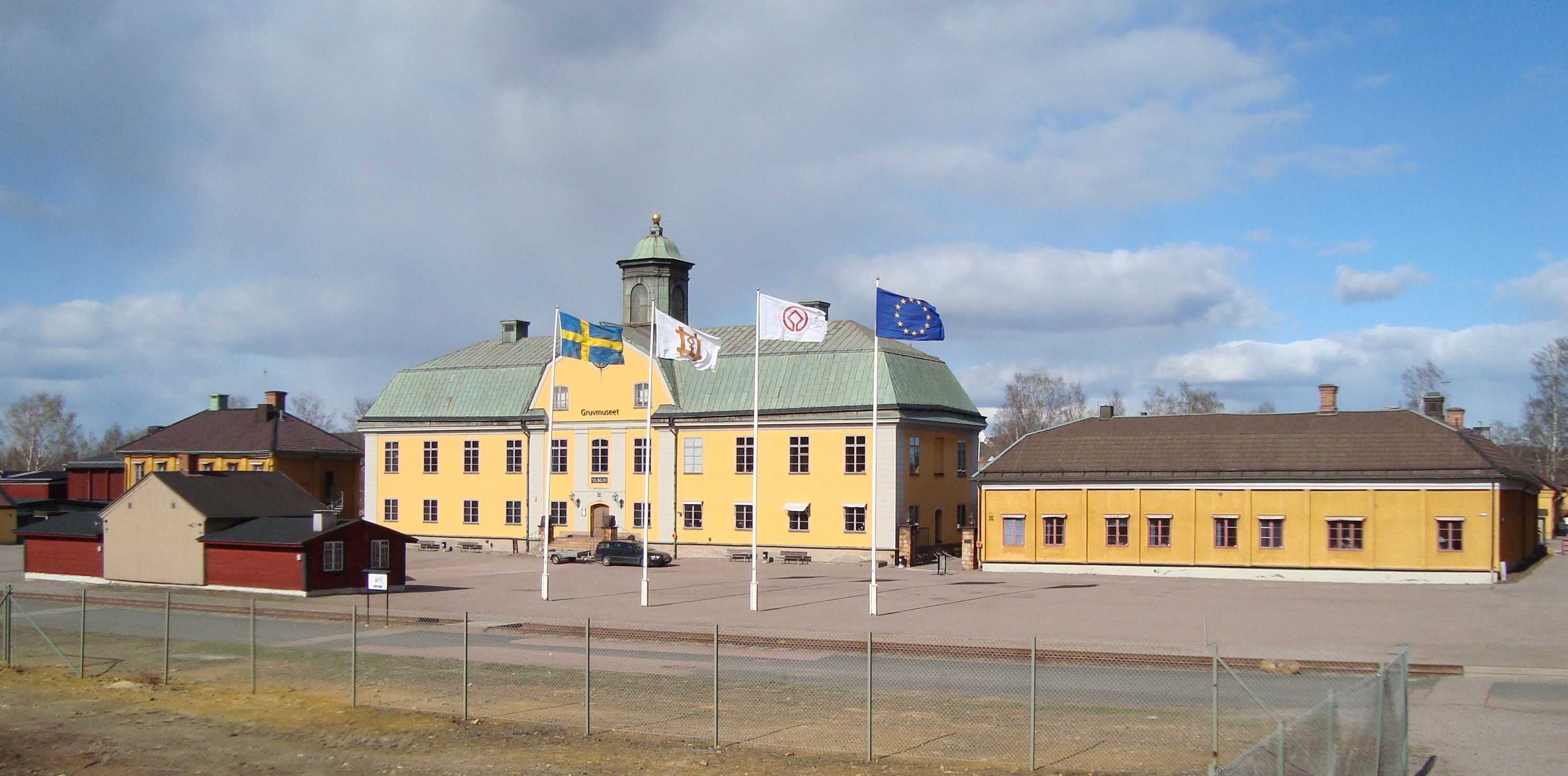
Museu de la mineria de la Gran Muntanya de Coure de Falun.

L'any 1922 l'antic edifici administratiu (en suec Stora Gruvstugan) que havia estat construït en la dècada de 1770 es va convertir en el Museu de la mineria. L'any 1966 aquest edifici va haver de ser demolit per una ampliació de la mina i se'n va fer una còpia que és la que hi ha ara. Quan el conjunt va ser declarat Patrimoni de la Humanitat va ser rellevant l'existència de museus a la zona, inclòs aquest.
El museu compta amb al voltant de 100.000 visitants a l'any. Es mostra la història de la mineria de coure a la Gran Muntanya a través dels segles, incloent l'extracció de minerals, els models de màquines, eines i la gent de la mina. També té una gran col·lecció de retrats, a partir del segle xvii, de les persones significatives de la mina.

## Patrimoni de la Humanitat
L'any 2001, la Gran Muntanya de Coure de Falun va ser declarada Patrimoni de la Humanitat per la UNESCO. A més de la pròpia mina, l'àrea de Patrimoni de la Humanitat abasta també la ciutat planificada de Falun, fundada al segle xvii, incloses les zones residencials rurals del segle XVII, vestigis industrials i domèstics dels poblaments disseminats en gran part de la regió de Dalarna. Durant segles aquesta àrea va ser una de les més importants zones mineres del món.